# Parc national de Norra Kvill
Le parc national de Norra Kvill (en suédois Norra Kvill nationalpark) est un petit parc national situé dans la commune de Vimmerby, du comté de Kalmar, dans le Småland en Suède. Il couvre les 114 ha d'une ancienne forêt. Le parc national a été constitué en 1927, avec une superficie de 27 ha seulement, puis agrandi en 1994 pour atteindre sa taille actuelle. 
À quelques kilomètres du parc se trouve le chêne de Rumskulla, le plus grand chêne d’Europe avec une circonférence d’environ 14 m. On pense que le chêne a environ 1 000 ans.

## Galerie

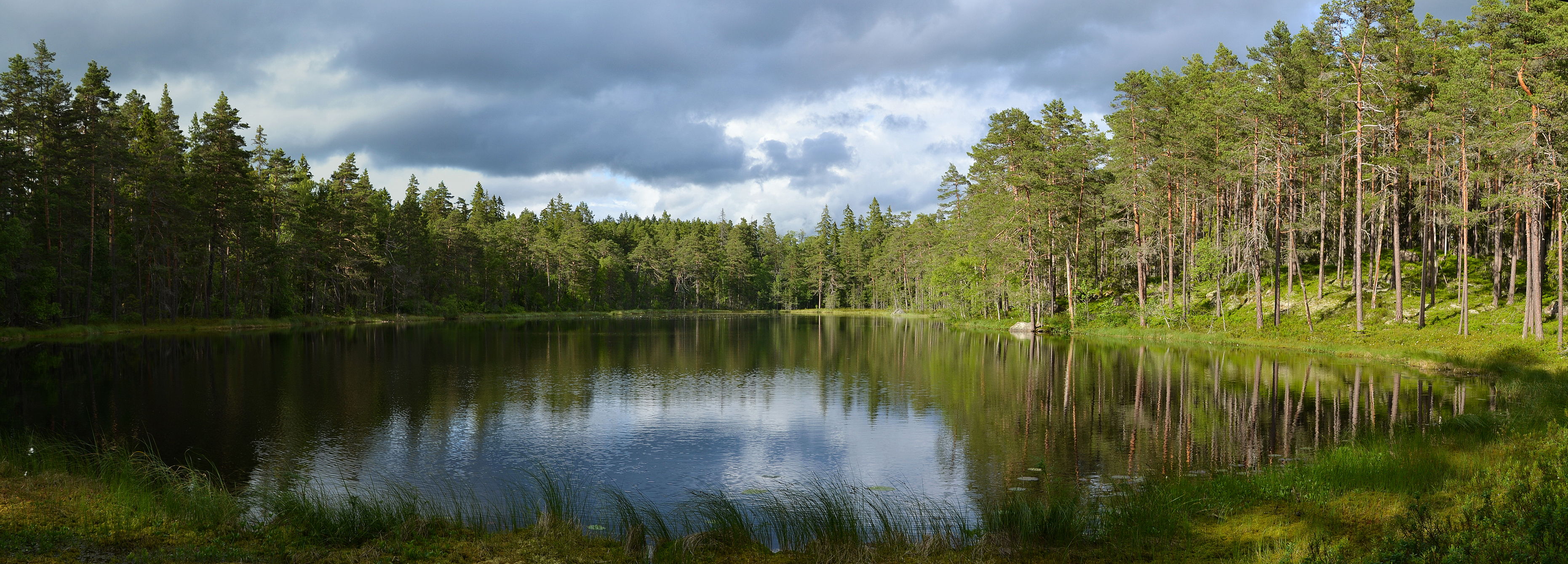
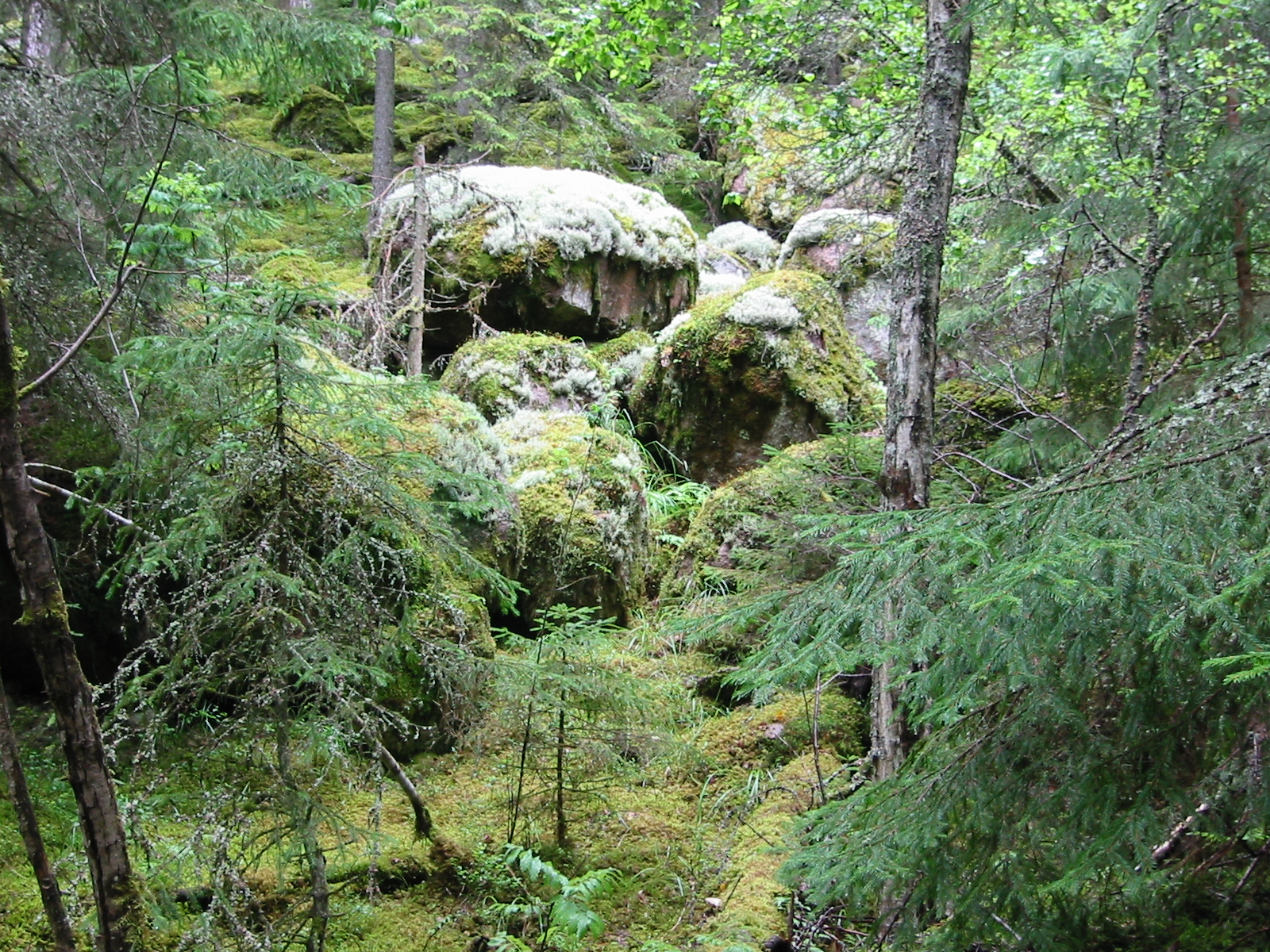
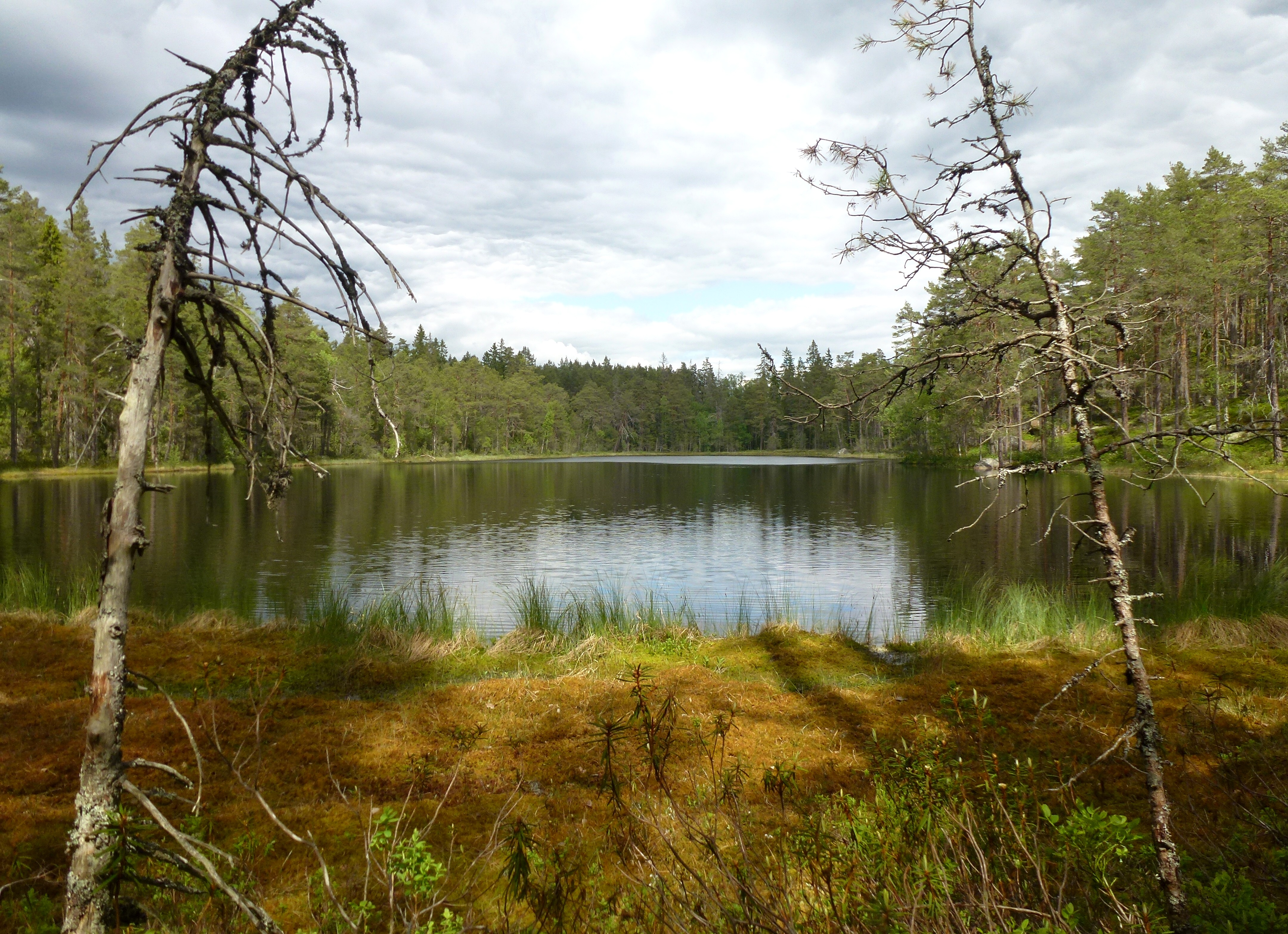
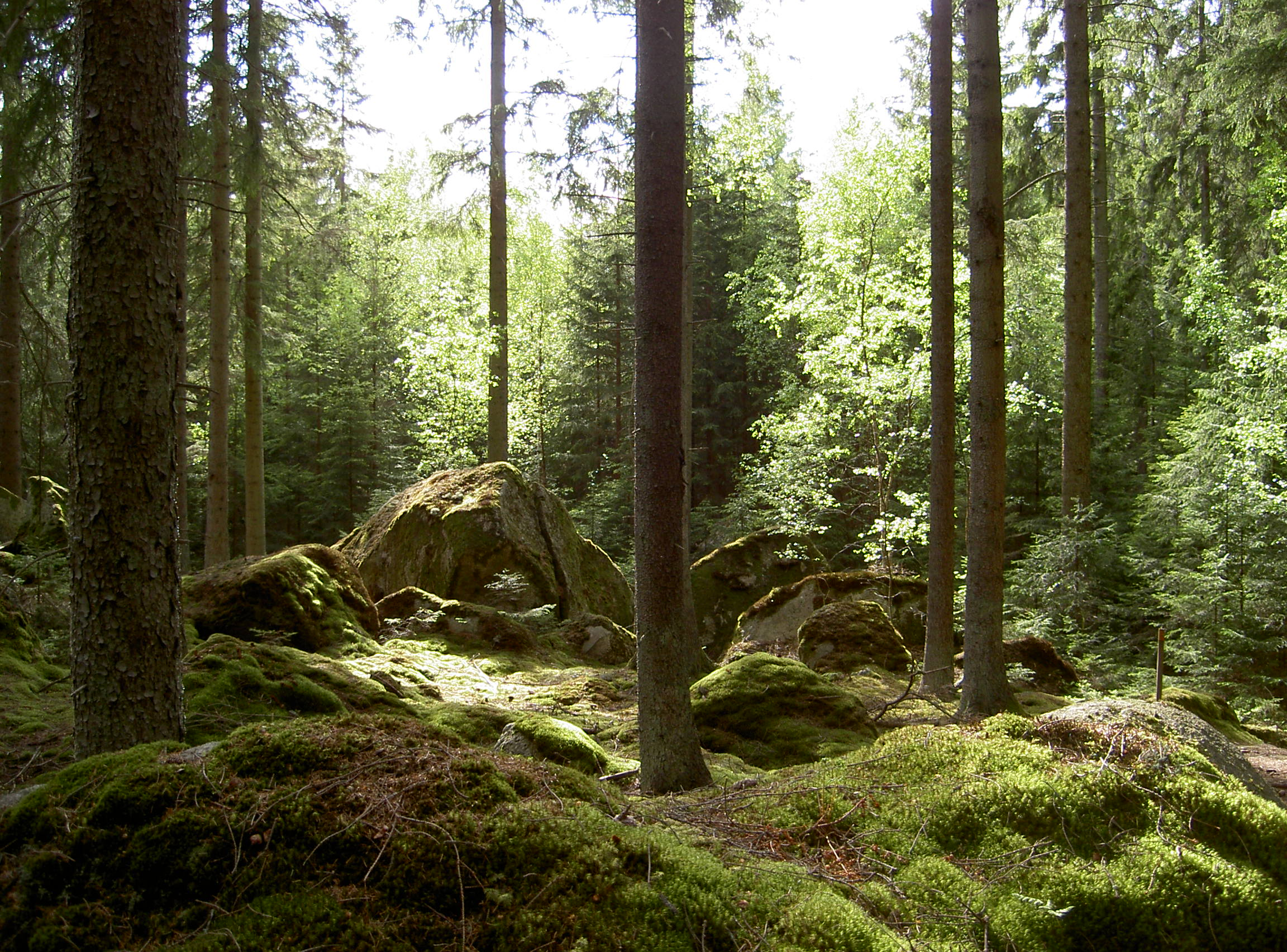